# Uhlíkov
Uhlíkov, někdy také Údolí, německy Uhligsthal, je zaniklá ves v katastrálním území Uhlíkov u Českého Krumlova, na území vojenského újezdu Boletíce, v okrese Český Krumlov, v Chráněné krajinné oblasti Šumava.
Do katastrálního území Uhlíkov u Českého Krumlova patřily také samoty U Kokše a Zelená Hora. Název Uhlíkov se objevuje v názvu penzionu Myslivna Uhlíkov, ležícího u hranic vojenského újezdu Boletice.

## Geografie

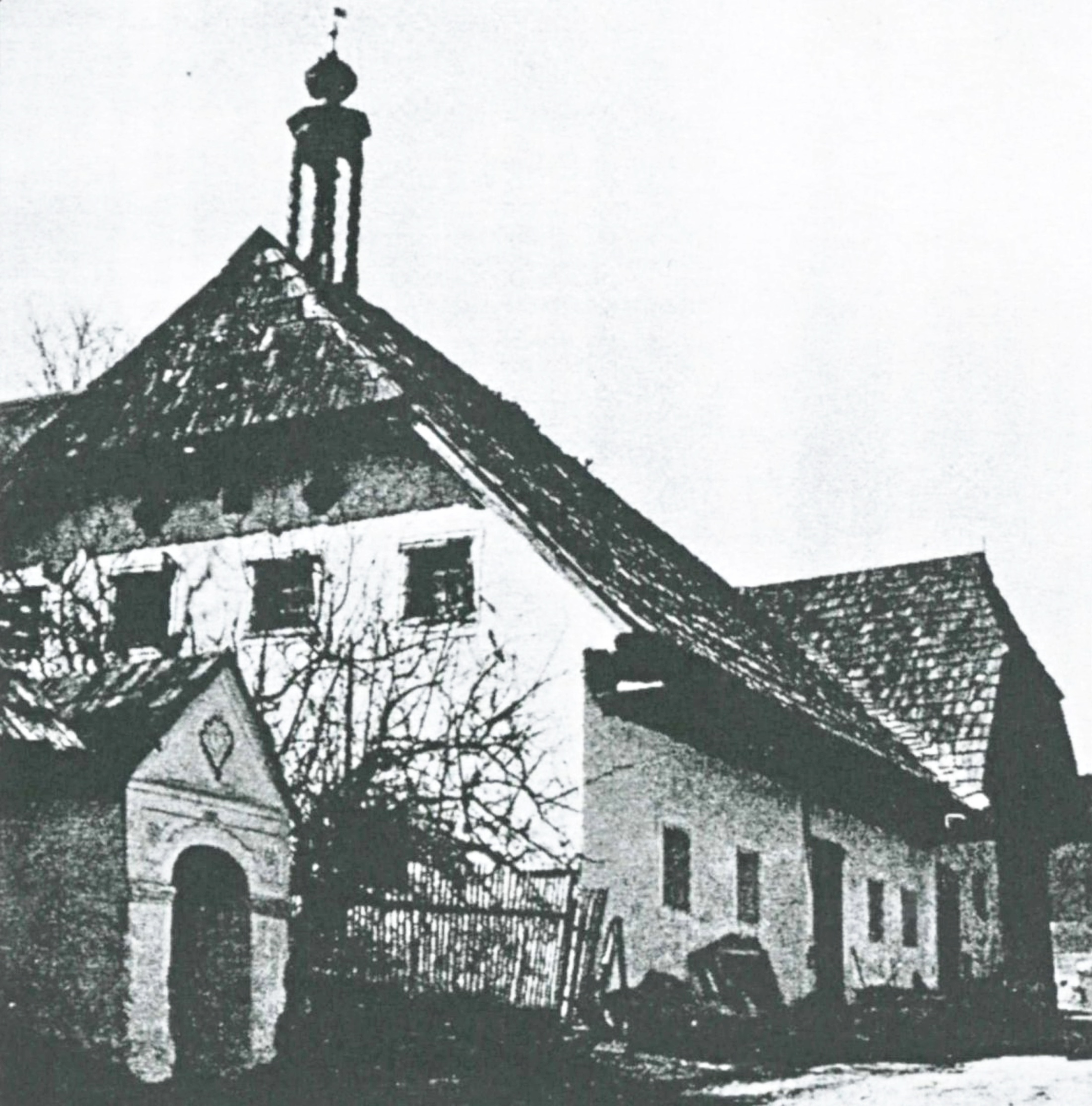
Kaple a dům čp. 7 v Uhlíkově před druhou světovou válkou

Uhlíkov se nachází v Želnavské hornatině v údolí tvořeném Záhvozdenským potokem a dvěma jeho přítoky. Na severu se tyčí Dlouhý hřbet (1089 m n. m.) a Černá stěna (1023 m n. m.), na východě Uhlíkovský kopec (1008 m n. m.), Skalky (1130 m n. m.) a Knížecí stolec (1236 m n. m.), na jihovýchodě Suchá hora (1080 m n. m.), na jihu Bulov (966 m n. m.) a Černý les (1007 m n. m.), východně nad Uhlíkovem (Pendelberg, 965 m n. m.) a na severovýchodě Hůrka (888 m n. m.), Korunáč (920 m n. m.) a Korunáček (994 m n. m.).

## Historie
Uhlíkov založil v roce 1822 Josef II. kníže ze Schwarzenbergu v lesích českokrumlovkého panství. Uhlíkov byl jednou z osmi dřevařských komunit s vlastní místní jurisdikcí.
V roce 1840 zde stálo 16 domů a žilo zde 116 obyvatel. Uhlíkov patřil do farnosti Želnava. Od zavedení obecního zřízení v polovině 19. století byl Uhlíkov osadou obce Záhvozdí.  
V letech 1938 až 1945 byl Uhlíkov v důsledku uzavření Mnichovské dohody přičleněn k nacistickému Německu. V roce 1950 byl Uhlíkov začleněn do vojenského újezdu Boletice a postupně byl zdevastován. Z Uhlíkova zbyl jen Uhlíkovský rybník, zřícenina kaple a základové zdi domů. 